# Gonomyia biensis
Gonomyia biensis là một loài ruồi trong họ Limoniidae. Chúng phân bố ở miền Australasia.